# En este pueblo no hay ladrones (film, 1965)
 (août 2025).
Si vous disposez d'ouvrages ou d'articles de référence ou si vous connaissez des sites web de qualité traitant du thème abordé ici, merci de compléter l'article en donnant les références utiles à sa vérifiabilité et en les liant à la section « Notes et références ».

En este pueblo no hay ladrones est un film mexicain réalisé par Alberto Isaac et sorti en 1965. Il s'agit de l'adaptation de la nouvelle En este pueblo no hay ladrones écrite par Gabriel García Márquez.

## Fiche technique
- Auteur original : Gabriel García Márquez (En este pueblo no hay ladrones)
- Scénario (adaptation) : Emilio García Riera, Alberto Isaac
- Réalisation : Alberto Isaac
- Production : Alberto Isaac, Grupo Claudio
- Musique originale : Nacho Méndez
- Image : J. Carlos Carbajal, Rafael Corkidi
- Montage : Carlos Savage fils
- Format : Noir et blanc
- Pays : Mexique
- Langue : Espagnol
- Autres titres : In questo villaggio non ci sono ladri (Italie), There Are No Thieves in This Village (international, IMDB)

## Distribution
- Octavio Alba : le sacristain
- Antonio Alcalá : Escobosa
- Alfonso Arau : l'homme d'affaires
- Alicia Bergua
- Luis Buñuel : le prêtre
- Leonora Carrington
- Mario Castillón Bracho : l'albinos
- José Luis Cuevas
- María Antonieta Domínguez
- Graciela Enríquez : Ticha
- Víctor Fosado
- Ernesto García Cabral
- Gabriel García Márquez : le caissier de cinéma
- Emilio García Riera : l'« expert » du billard
- Alberto Isaac
- Lucero Isaac (Lucero Rueda)
- María Luisa Mendoza : l'entraîneuse
- Carlos Monsivais : un joueur de domino
- Argentina Morales
- Héctor Ortega : le serveur efféminé
- Julián Pastor : Dámaso
- Elda Peralta
- Abel Quezada : un joueur de domino
- Lucrecia de Rebétez
- Francisca Riera
- Arturo Ripstein (Arturo Rosen)
- Juan Rulfo : un joueur de domino
- Rocío Sagaón : Ana
- Blanca Estela Salazar : la jeune voisine
- Cristina Samano
- Hugo Velásquez
- Luis Vicens : don Ubaldo

## Autour du film
En 1964, la STPC ouvrit au public le Premier Concours du Film Expérimental, qui prétendait donner à de nouveaux talents l'opportunité d'entrer dans l'industrie du cinéma mexicain, alors très fermée. Alberto Isaac, anciennement nageur olympique, caricaturiste, et éditorialiste, y vit l'occasion rêvée de tenter sa chance. Trente réalisateurs amateurs participèrent, douze films furent présentés, et Isaac remporta le second prix avec En este pueblo no hay ladrones. Isaac et le critique de cinéma Emilio García Riera avaient décidé d'adapter la nouvelle de leur ami Gabriel García Márquez, alors inconnu du grand public. Le film fut tourné en trois semaines à Mexico et à Cuautla, en utilisant parcimonieusement un budget restreint. On peut voir apparaître dans ce film un véritable Who's Who de la scène artistique mexicaine de l'époque : les réalisateurs Luis Buñuel, Arturo Ripstein, Alfonso Arau, José Luis Cuevas, l'écrivain Juan Rulfo, les caricaturistes Ernesto García Cabral et Abel Quezada, l'actrice Elda Peralta, le critique Carlos Monsiváis, ainsi qu'Isaac, sa femme Lucero, Emilio García Riera et Gabriel García Márquez eux-mêmes.
Le film fut un succès, mais Isaac dut attendre trois ans avant que le producteur Alfredo Ripstein Jr. (le père d'Arturo) lui offre la possibilité de diriger Las visitaciones del diablo (1968).

## Distinctions
- 1964 : Deuxième place du Ier Concours du Cinéma Indépendant de la STPC
- 1965 : Léopard d'Argent au Festival international du film de Locarno
- 1966 : Déesse d'Argent du Meilleur Nouveau Réalisateur